# Csáki Edina
Csáki Edina (Szatmárnémeti, 1994. szeptember 25. –) magyar színésznő.

## Életpályája
6 éves korában családjával Nyíregyháza mellé költöztek. 2011 és 2014 között a nagykállói Korányi Frigyes Gimnázium drámatagozatán és a nyíregyházi Vikár Sándor Zeneiskola magánének szakán tanult.  2014-2017 között a Gór Nagy Mária Színitanoda tanulója volt. 2017-2018 között a Külhöni Magyar Színháznál játszott Szerencsen. Ezt követően Veres1 Színház előadásaiban játszik.

## Színházi szerepei

### Veres1 Színház
- Finito: Reszlik Hajnalka Myrtill, riporter
- Hajszál híján Hollywood: Rosalind
- A New York-i páparablás: Miriam
- Hőguta: Dodie
- A Padlás: Süni
- 1×3 néha 4: Winnie
- Csoportterápia: Natasa
- Sörgyári Capriccio
- Nők az idegösszeomlás szélén: Marisa
- Rövidzárlat (Black Comedy): Carol Melkett
- Ne most, drágám!: Miss Whittington / Sue Lawson
- Acélmagnóliák: Annelle
- Tóték: Ágika
- Pletykafészek: Pudney, rendőrőrmester / Cassie Cooper
- Anconai szerelmesek: Lucia
- Oz, a csodák csodája: Dorka
- Szép nyári nap: Ria
- Tombol az erdény: Claudine

### Filmes és televíziós szerepei
- Barátok közt (2019) ...Beleznai Zita
- Oltári történetek (2022) ...Herczeg Judit
- Brigi és Brúnó (2022) ...Lili
- Hunyadi (2025) …háremhölgy